# Maison-musée Verechtchaguine
La maison-musée Verechtchaguine (Дом-музей В. В. Верещагина) est un musée situé à Tcherepovets dans l'oblast de Vologda en Russie. Il est consacré à la vie et à l'œuvre du peintre de batailles Vassili Verechtchaguine (1842-1904). 

## Histoire et description du musée
La maison, où est né le peintre, a été construite dans les années 1830 et a appartenu à la famille Verechtchaguine pendant cinquante ans.
Dans les années 1880, Anna Nikolaïevna Verechtchaguina vend cette demeure au marchand Ivanov. Après la révolution d'Octobre, la maison est nationalisée et divisée en appartements communautaires jusqu'en 1984. On appose une plaque mémorielle le 3 avril 1954 en mémoire du peintre et la maison est classée au patrimoine historique en 1960.
Dans les années 1930, il était prévu de déplacer le manoir de l'ancien domaine de Pertovka, qui est tombé dans la zone inondable du réservoir de Rybinsk et de le placer à Cherepovets, mais le manque d'argent et la guerre ont empêché la réalisation de ce plan. 
Le musée avec son jardin occupe deux hectares. L'exposition est visible dans deux bâtiments, dont la maison de maître d'un étage. Sa façade est ornée de pilastres ioniques peints en blanc. Le mobilier des chambres est recréé d'après le livre autobiographique de l'artiste, Enfance et Adolescence. En plus de la maison de maître, il y a l'ancienne remise à attelages, une maison de bain, une gloriette, un puits et un jardin avec des parterres de fleurs et un jardin d'apothicaire. Ce musée retranscrit l'atmosphère d'une maison bourgeoise de la province russe des années 1860-1880.

## Collection
Les premières pièces de musée ont été rassemblées à partir de 1927, lorsque plusieurs lithographies et reproductions de tableaux ont été donnés au musée de la ville. Plus tard, la collection a été complétée avec des peintures de l'ancien domaine de Pertovka, des reproductions de tableaux de Verechtchaguine, qui sont dans la collection de musées du monde entier, des photographies et des documents.

## Photographies

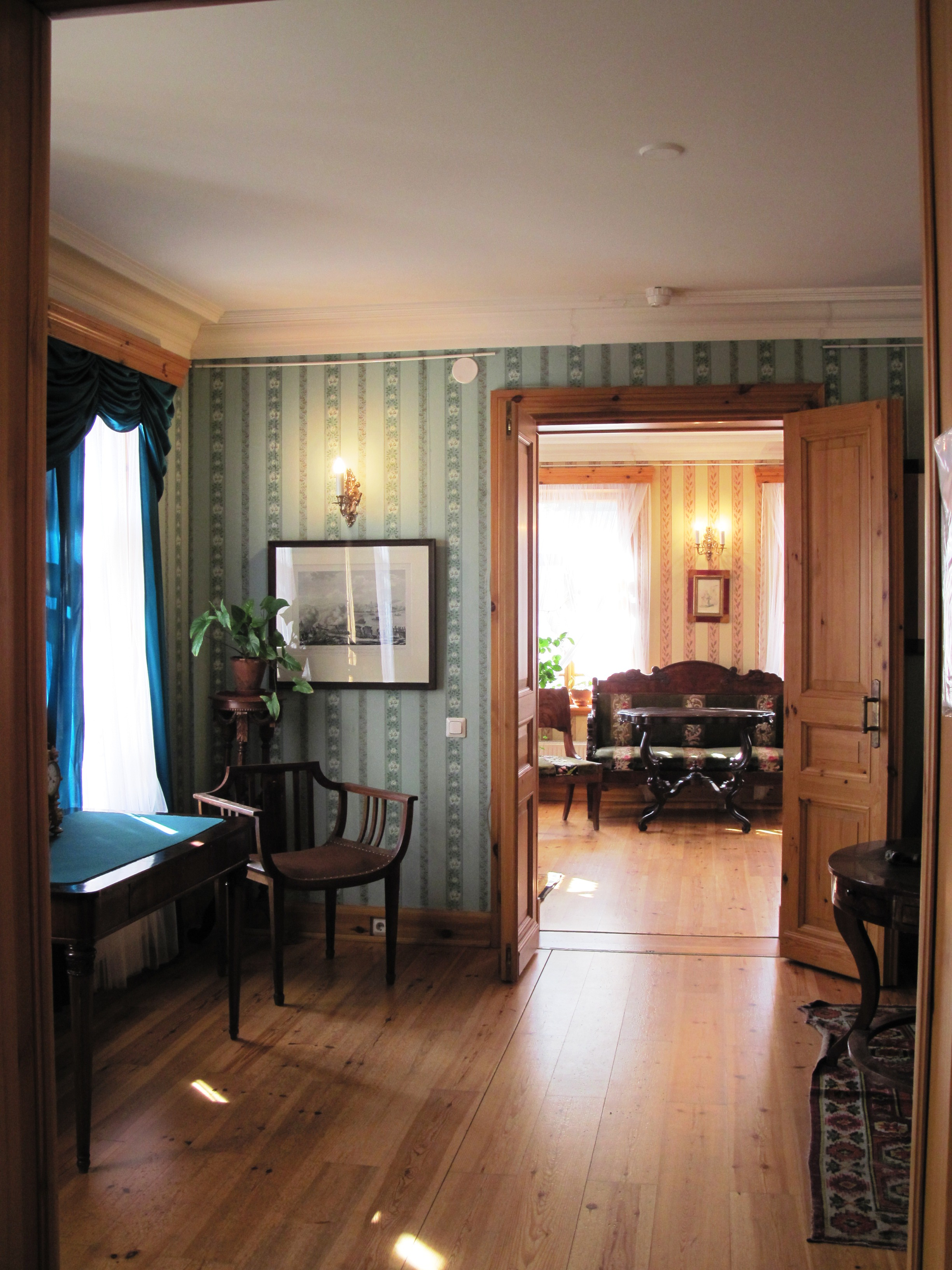
Intérieur de la maison.
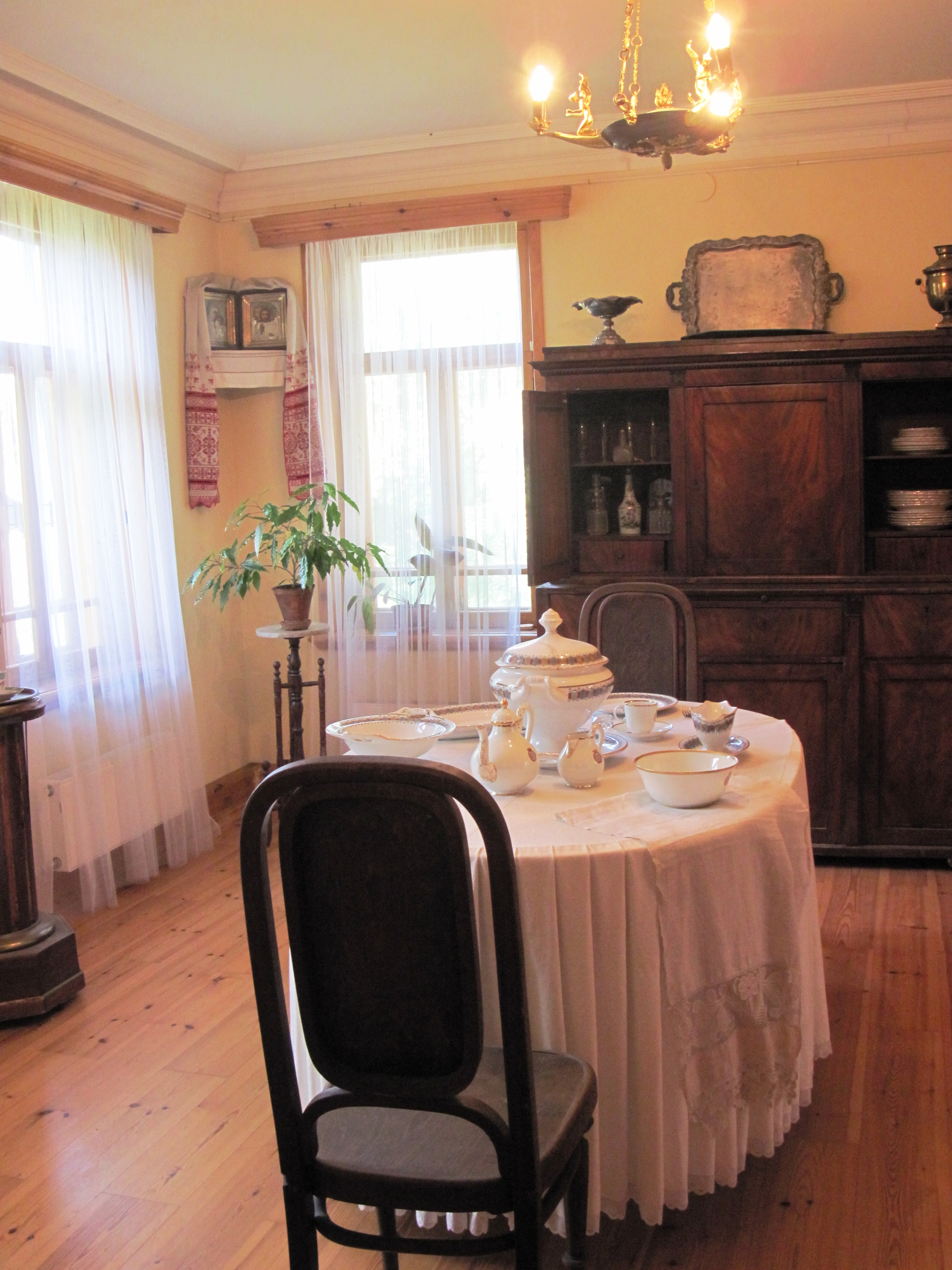
La salle à manger.
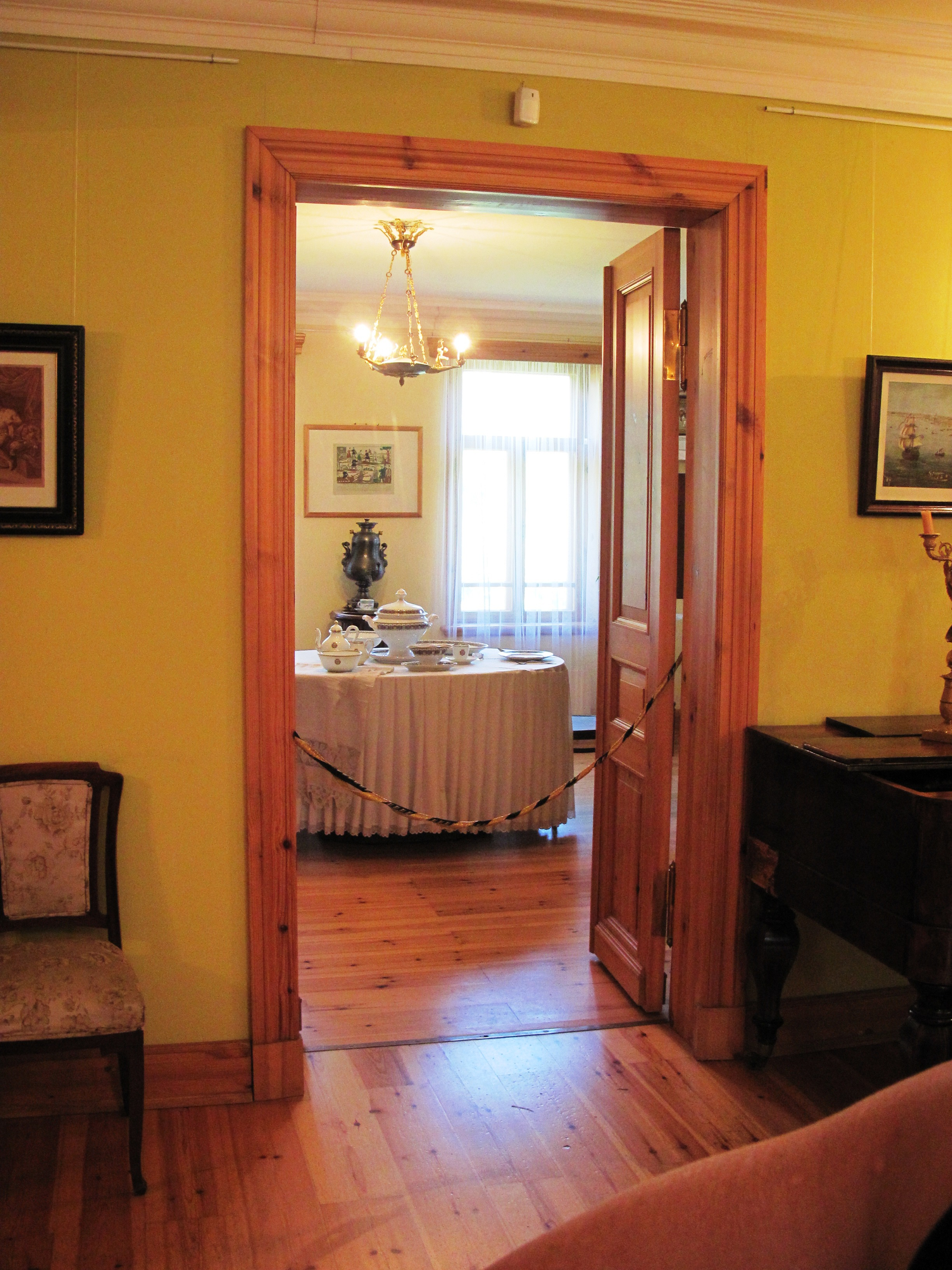
Au fond, la salle à manger.
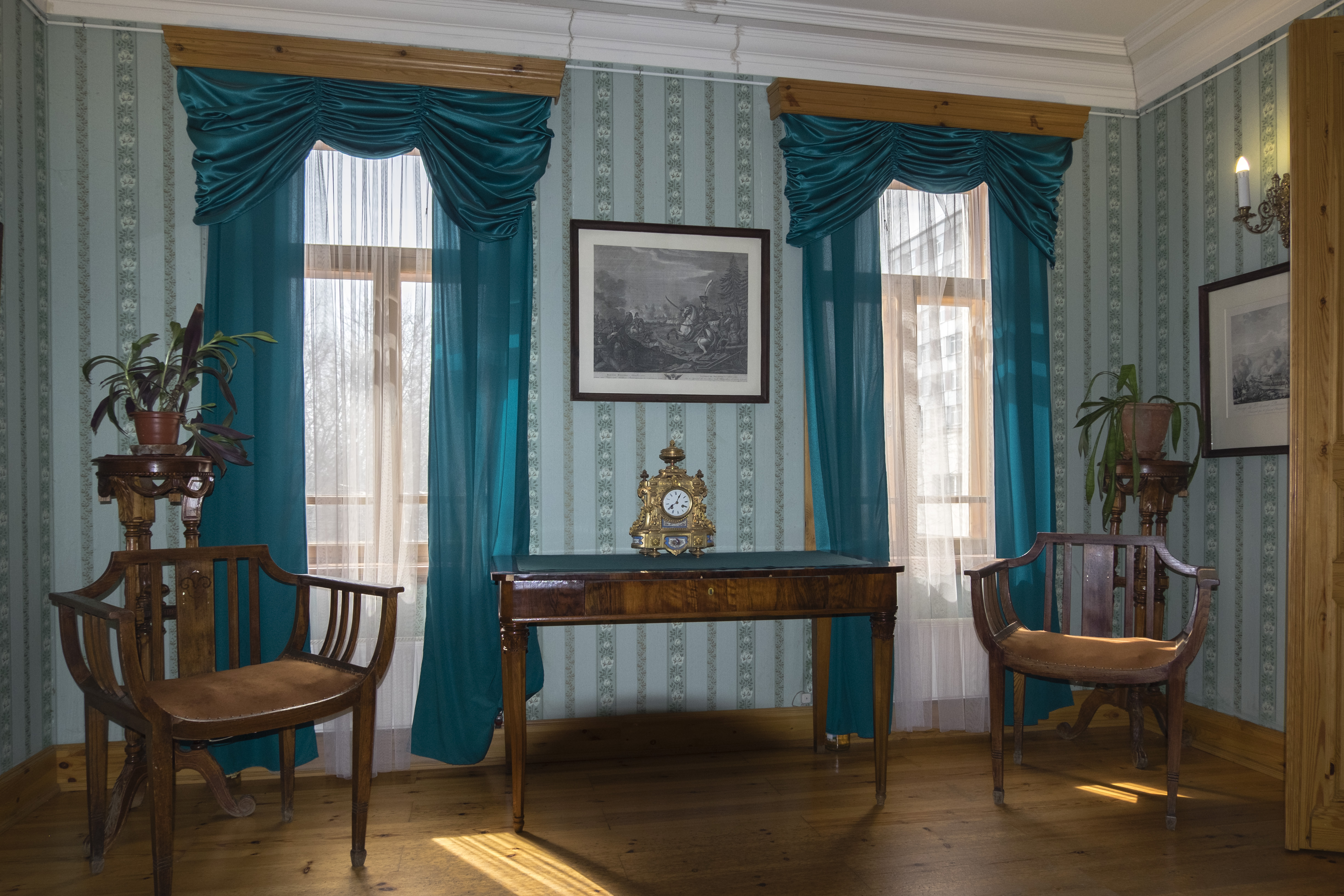
Aperçu d'une pièce.
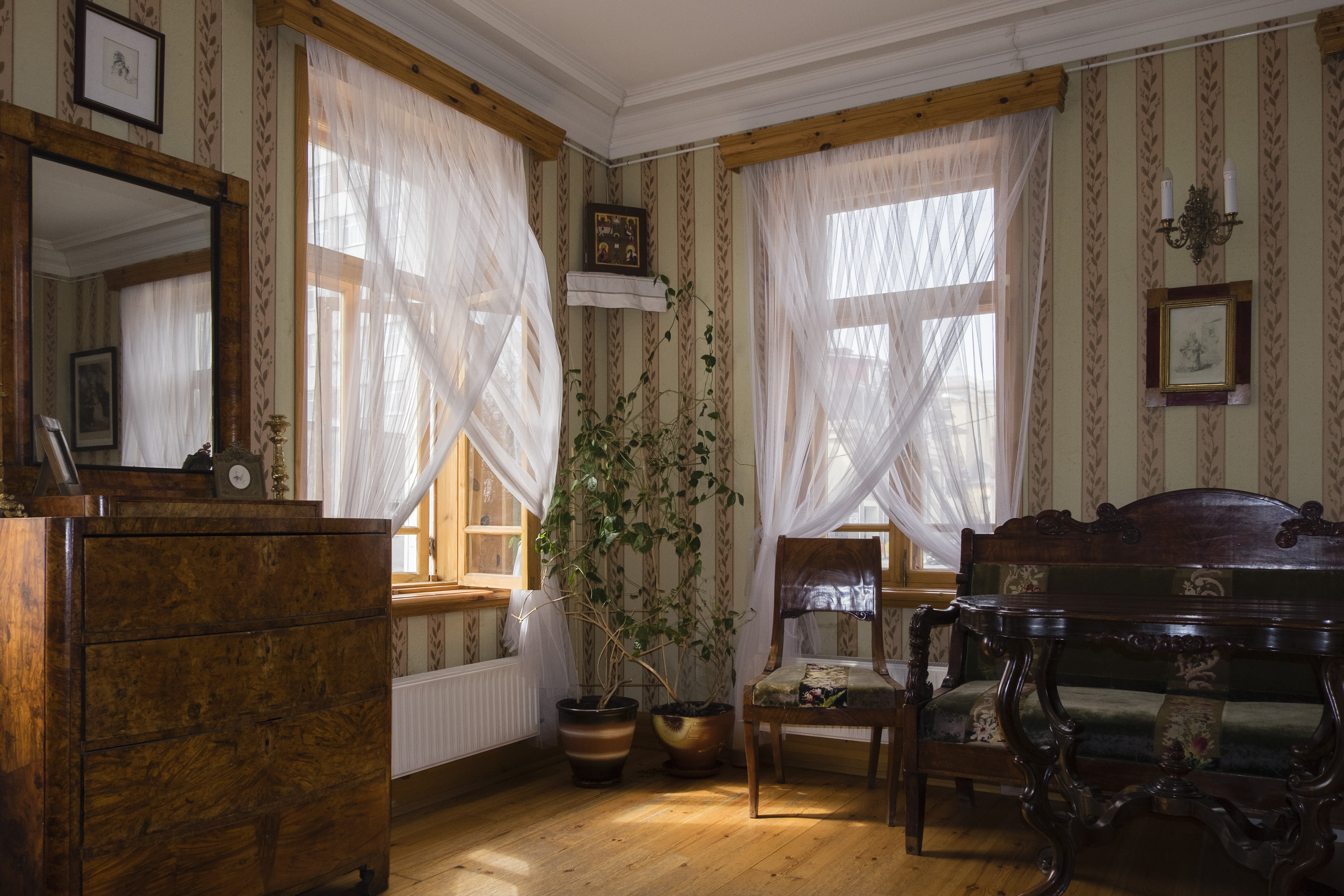
Vue du salon.
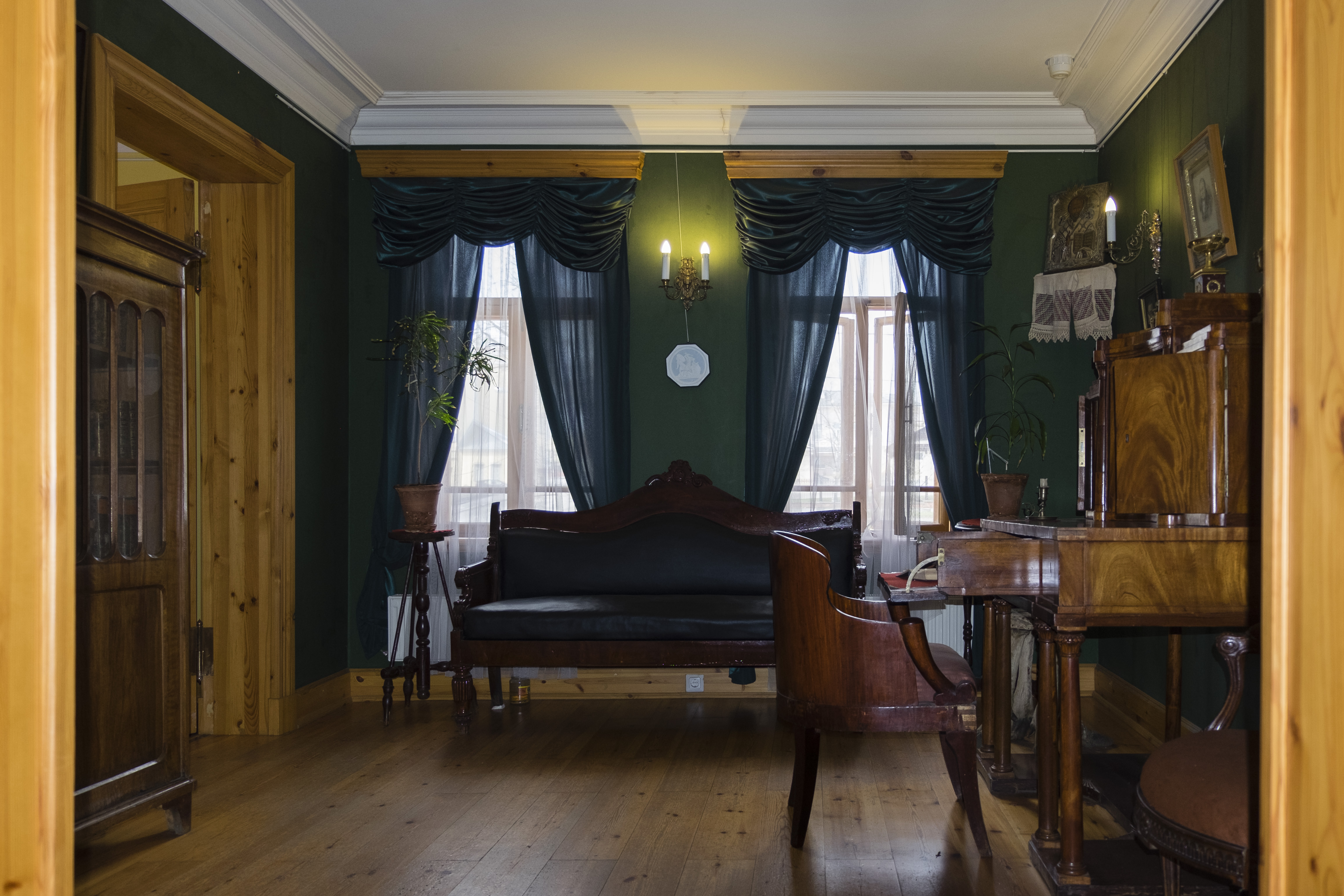
Le bureau.